# М-3 (двигатель)
М-3 («Рено-220») — авиационный поршневой 12-цилиндровый V-образный двигатель. Представлял собой французский мотор Renault WC мощностью 220 л.с., который собирался Акционерным обществом «Русский Рено» в Петрограде из импортных деталей.

## История
Акционерное общество «Русский Рено» получило заказ на 150 моторов Renault WC мощностью 220 л.с. Начиная с июля 1916 года двигатели производились Автомобильно-экипажными мастерскими общества «Русский Рено» в Петрограде. К сентябрю 1917 года было изготовлено 98 штук. По одним данным двигатели производились до января 1918 года, по другим — сборка была прекращена в октябре 1917 года и двигатель в советское время не производился, а только эксплуатировался и ремонтировался.
При создании в 20-х годах XX века новой системы обозначений авиадвигателей, двигатель «Рено-220» получил наименование «М-3».

## Конструкция
М-3 представлял собой 12-цилиндровый V-образный двигатель. Винт приводился напрямую от вала двигателя, редуктор отсутствовал. Поршни изготовлялись из чугуна.
После производства первой партии предполагалось освоить усовершенствованный вариант двигателя с алюминиевыми поршнями и повышением мощности двигателя до 280 л.с.

## Применение
Двигатели М-3 («Рено-220») устанавливались на самолетах «Илья Муромец» некоторых серий, а также на опытном торпедоносце ГАСН (ГидроАэроплан специального назначения) конструкции Д. П. Григоровича .